# النظام القياسي الدولي لترقيم الكتب
يُولِّد النظام القياسي الدولي لترقيم الكتب (بالإنجليزية: International Standard Book Number)‏، اختصاراً ISBN، معرِّفات رقمية تجارية للكتب تُستعمَل لتمييزها تمييزاً فريداً، وتُسمَّى هذه المُعرِّف الرقم الدولي المعياري للكتاب ويُختصر إلى ردمك.
تُمنح المُعرفات عالمياً على أساسٍ دولي، ولكنها تختلف في كل دولةٍ حسب ضخامة صناعة النشر وتعقيدها. يُمنَح مُعرفٌ فريد لكل طبعة أو نسخة تحوي تعديلاتٍ عن الأصل تصدر من العمل الأدبي ويُستثنى من ذلك النسخ القديمة التي يُعاد طبعها والتي تحتفظ بمعرفات الأصل. على سبيل المثال، لو وجدت نسخة إلكترونية لكتابٍ ما وطبعةٌ ثانية ذات غلاف ورقي وطبعةٌ ثلاثة ذات غلاف كرتوني فسيكون لكلٍّ منها مُعرِّف فريدٌ مميز. طُول المُعرِّف هو 10 خانات عشرية لو مُنِح قبل 1 يناير 2007م و13 خانة عشرية لو مُنِح بعد ذلك التاريخ.
وُضعت صيغة المُعرِّف الأولى في عام 1967م استنداً على نظام ترقيم الكتب المعياري (بالإنجليزية: Standard Book Numbering)‏ اختصاراً SBN، الذي أُنشِئ في العام السابق، وتضمَّن المُعرِّف 9 خانات عشرية. أما المعرف ذو الخانات العشرة فقد صيغ في العام 1970 من طرف المنظمة الدولية للمعايير ونُشر معيارٌ خاصٌ به حمل الاسم الرمزي ISO 2108.

## نبذة تاريخية
رقم الكتاب المعياري الذي يُشار له اختصاراً (SBN) هو نظام معرّف تجاري للكتاب ويكون مؤلفاً من تسعة أرقام أنشأه جوردن فوستر، أستاذ فخري في علم لإحصاء فيكلية الثالوث في دبلن، عام 1965 م. لبائعي الكتاب ومراكز و.سميث [الإنجليزية] وغيرهم. فيما صمم ديفيد ويتاكر الرقم المعياري الدولي للكتاب الذي يرمز له (ISBN) في المملكة المتحدة عام 1967م. وهكذا أصبح عراب هذا النظام،  في الولايات المتحدة الأميركية ظهر ايمري كولتاي  عام 1968 الذي أصبح فيما بعد مدير قسم المنظمة في الولايات المتحدة الأميركية).
العشرة الأرقام لردمك طورت من قبل المنظمة الدولية للمعايير (ISO) ونشرت عام 1970 كمقياس عالمي يتبع ISO2108. لكنَّ المملكة المتحدة تابعت استخدام الرقم المعياري بتسعة خانات حتى عام 1974.فيما عينت المنظمة الدولية للمعايير وكالة الرقم المعياري العالمي (ردمك) لمنح هذه الأرقام القياسية باشراف اللجنة التقنية للمنظمة الدولية للمعايير وفق (ISO TC 46/SC 9 [الإنجليزية]). ويشير مرفق الإيزو على الإنترنت إلى عام 1978 فقط.
يمكن تحويل رقم الكتاب المعياري (SBN) إلى رقم الكتاب المعياري العالمي (ISBN) عن طريق تثبيت الرقم "0" مسبقًا. على سبيل المثال، يحتوي الإصدار الثاني من مرتجعات السيد ج. ج. ريدر، الذي نشره هودر في عام 1965، على "SBN 340 01381 8"، حيث يشير "340" إلى الناشر، و"01381" هو الرقم التسلسلي الذي تم تعيينه من قبل الناشر، و"8" هو رقم التحقق. من خلال التثبيت المسبق للصفر، يمكن تحويل هذا إلى ISBN 0-340-01381-8، ولا يلزم إعادة حساب رقم الفحص.
منذ 1 يناير 2007، يحتوي ISBN على ثلاثة عشر رقماَ، وهو شكل يتوافق مع أرض الكتاب التي هي رقم المقالة الأوروبية وفق المادة رقم EAN-13s.

## نبذة عامة
يخصص رقم ردمك منفصل لكل طبعة واختلاف في المنشور، عدا حالات إعادة الطباعة، مثلاً يكون لذات المحتوى من كتاب ورقي وكتاب إلكتروني وكتاب مسموع أرقام ردمك مختلفة مخصصة لهم.:12 بتكون الرقم المعياري الدولي من 13 رقماً إذا عيُّن في أو بعد 2007 يناير 1، فيما يحتوى على 10 أرقام إذا حُدد قبل هذا التاريخ، ويقسم إلى أربعة أجزاء إن كان كذلك فيما يكون مقسماً إلى خمسة أجزاء إذا عُيّن في أو بعد 2007 يناير 1.

### مكونات الرقم الدولي المعياري للكتاب

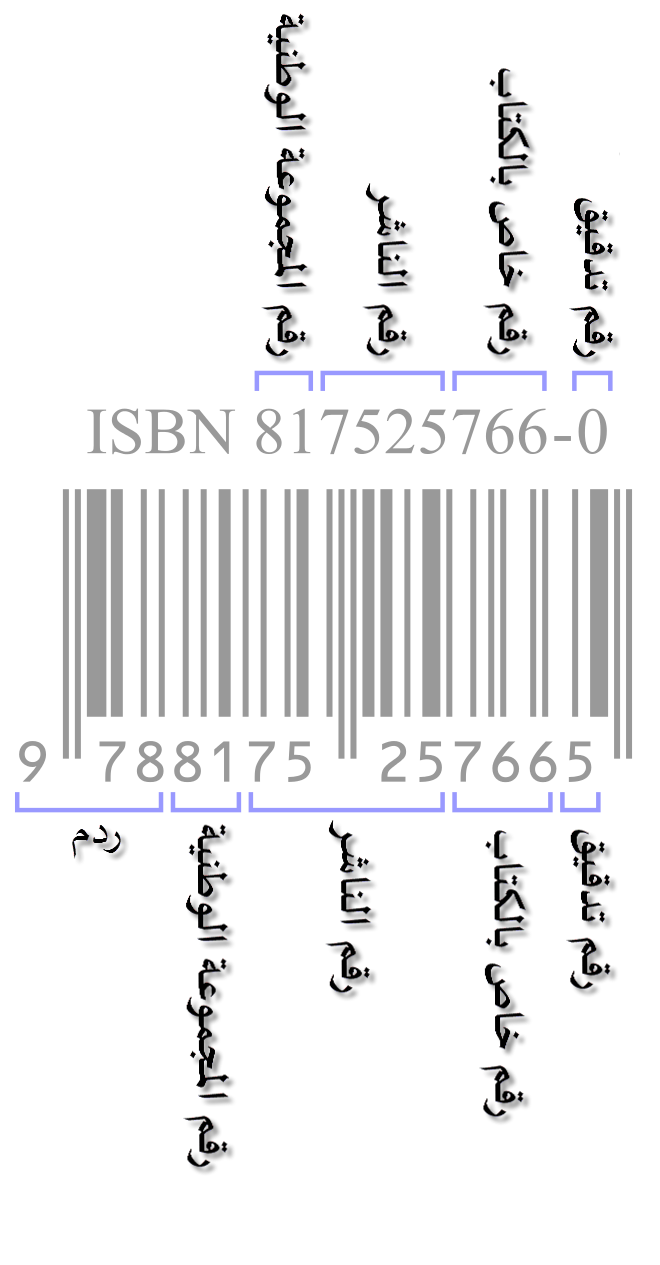
وحدات الرقم الدولي المعياري للكتاب

وهذا الرقم مقسم إلى أربع وحدات مختلفة الطول، تفصل بينها شرطة أو مسافة، والوحدات هي:
1. وحدة المجموعة: تدل على قاسم مشترك بين الناشرين، كدولة أو منطقة جغرافية خاصة أو كتلة أو لغة.
2. وحدة الناشر: للدلالة على ناشر بعينه داخل المجموعة.
3. وحدة العنوان: تخص كتاب معين من بين كتب الناشر الواحد، أو طبعة واحدة من طبعات مختلفة للكتاب الواحد.
4. وحدة التدقيق: تتكون من رقم واحد يأتي في نهاية الوحدات الثلاثة السابقة، ويستخدم في المراجعة الآلية لضمان صحة الترقيم.

مثال:
| رقم تدقيق | رقم خاص بالكتاب | رقم الناشر | رقم المجموعة الوطنية |
| --------- | --------------- | ---------- | -------------------- |
| 1         | 0000            | 0          | 9959                 |

يمكن فصل ردمك المكون من 13 رقمًا إلى أجزائه (عنصر البادئة، المجموعة، الناشر، العنوان والتدقيق)، وعندما يتم ذلك، عادة ما يتم فصل الأجزاء بواصلات أو مسافات. يتم أيضًا فصل الأجزاء (المجموعة، الناشر، العنوان والتدقيق) المكون من 10 أرقام باستخدام إما واصلات أو مسافات. إن معرفة كيفية فصل رقم ISBN معين بشكل صحيح أمر معقد، لأن معظم الأجزاء لا تستخدم عددًا ثابتًا من الأرقام.
غالبًا ما يتم استخدام ردمك جنبًا إلى جنب مع معرفات خاصة أخرى لوصف المراجع في ويكيبيديا، ويمكن أن يساعد في العثور على نفس المصادر مع أوصاف مختلفة في إصدارات اللغات المختلفة (على سبيل المثال، تهجئات مختلفة من العنوان أو المؤلفين اعتمادًا على اللغة).

## إصدار رقم كتاب معياري دولي
إن إصدار رقم كتاب معياري دولي يختلف في كل دولةٍ، حيث يتم إصدار ردمك من قبل وكالة تسجيل ردمك المسؤولة عن هذا البلد أو الإقليم بغض النظر عن لغة النشر. تعتمد نطاقات ردمك المعينة لأي بلد معين على الملف الشخصي للنشر للبلد المعني، وبالتالي ستختلف النطاقات اعتمادًا على عدد الكتب وعدد الناشرين ونوعهم وحجم الناشرين النشطين. تتمركز بعض وكالات تسجيل ردمك في المكتبات الوطنية أو داخل وزارات الثقافة، وبالتالي قد تتلقى تمويلًا مباشرًا من الحكومة لدعم خدماتها. في حالات أخرى، تُوَفَّر خدمة تسجيل ردمك من قبل منظمات مثل موفري البيانات الببليوغرافية غير الممولة من الحكومة.
يوجد لدى وكالة رقم الكتاب المعياري الدولي دليل كامل حول وجود مكاتبها حول العالم.، ونذكر منهم:
- أستراليا - وكالة خدمات المكتبة التجارية Thorpe-Bowker .[16][17]
- البرازيل - مكتبة البرازيل الوطنية [18] (حتى 28 فبراير 2020)[19]، ومن ثم أصبحت Câmara Brasileira do Livro [20] (من 1 مارس 2020).[19]
- كندا - المكتبة الإنجليزية والمحفوظات كندا، وكالة حكومية، المكتبة الفرنسية والمحفوظات الوطنية في كيبيك
- هونغ كونغ - مكتب تسجيل الكتب (BRO)، تحت مكتبات هونج كونج العامة.[21]
- الهند - وكالة Raja Rammohun Roy الوطنية ل ISBN (قسم ترويج الكتب وحق المؤلف)، تحت إشراف وزارة التعليم العالي، المكونة لوزارة تنمية الموارد البشرية.
- آيسلندا - Landsbókasafn (مكتبة أيسلندا الوطنية والجامعية).[22]
- إيطاليا - EDISER srl ، مملوكة لشركة Associazione Italiana Editori (اتحاد الناشرين الإيطاليين).[23][24]
- جزر المالديف - المكتب الوطني للتصنيف (NBC).
- مالطا - المجلس الوطني للكتاب (باللغة المالطية Il-Kunsill Nazzjonali tal-Ktieb).[25][26][27]
- المغرب - المكتبة الوطنية المغربية.
- نيوزيلندا - مكتبة نيوزيلندا الوطنية.[28]
- باكستان - مكتبة باكستان الوطنية.
- الفلبين - مكتبة الفلبين الوطنية.[29]
- جنوب إفريقيا - المكتبة الوطنية لجنوب إفريقيا
- إسبانيا - وكالة ردمك الإسبانية - Agencia del ISBN .
- تركيا - المديرية العامة للمكتبات والمنشورات، فرع وزارة الثقافة.[30]
- المملكة المتحدة وجمهورية أيرلندا - Nielsen Book Services Ltd ، جزء من Nielsen Holdings NV .[31]
- الولايات المتحدة - RR Bowker .[5][32]

## معرف مجموعة التسجيل
هو رقم مكون من خانة إلى خمس خانات رقمية لتحديد المعرف الخاص بالكتاب واللغة الخاصة به ويكون ذا بادئة واحدة (مثلا 978 أو 979)، ويمكن فصله بالشريطة الوسطية مثل "978-1-..."، فيما خصصت معرفات التسجيل بشكل أساسي ضمن عنصر البادئة 978، وهي: «0 و 1» للبلدان الناطقة باللغة الإنجليزية، و2 للبلدان ذات اللغة الفرنسية و 3 للدول الناطقة باللغة الألمانية و4 لليابان و 5 للدول الناطقة باللغة الروسية، و7 لجمهورية الصين الشعبية. مثال لمعرّف المجموعة المكون من 5 أرقام هو 99936 لبوتان. معرفات المجموعة المخصصة هي:0-5,600-625,65,7,80-94,950-989,9917-9989 و99901-99983. عادةً ما تحتوي الكتب المنشورة بلغات نادرة على معرفات مجموعات أطول.
نجد ضمن خانة البادئة "978" أيضاً الرقم الدولي المعياري للموسيقى (ISMNs)، لكن لم يتم تعيين رقم ردمك الفعلياً لهذه الأقسام. معرفات مجموعة التسجيل ضمن العنصر البادئة 979 التي تم تعيينها هي 8 للولايات المتحدة الأمريكية، و 10 لفرنسا، و 11 لجمهورية كوريا، و 12 لإيطاليا.
لا يحتوي رقم الكتاب القياسي "SBN" المكون من 9 خانات رقمية على معرف مجموعة تسجيل، ولكن البادئة صفر (0) المضافة إلى الخانات التسع من رقم الكتاب القياسي تنشئ رقم كتاب معياري دولي صالح مؤلف من عشر خانات رقمية (ISBN-10).